# 하경
강하경(본명 : 김기수, 1994년 2월 6일 ~ )은 대한민국의 배우이다.

## 출연작

### 드라마
- "연인" (2023년, MBC) - 신이립 역
- "딜리버리 맨!" (2023년, 지니 TV) - 이동욱 역
- "날아라 개천용" (2020년, SBS) - 강상현 역
- "무드메이커" (2018년, 콬TV)
- "독고리와인드" (2018년, oksusu) - 주성익 역
- "러블리 호러블리" (2018년, KBS) - 유필립 아역
- "내 아이디는 강남미인" (2018년, JTBC) - 박용철 역
- "친애하는 판사님께" (2018년, SBS) - 지창수 역
- "마더" (2018년, tvN) - 박경석 역
- "돈꽃" (2017년, MBC) - 김경호 역
- "안단테" (2017년, KBS1) - 엄용기 역
- "시카고 타자기" (2017년, tvN) - 조상철 역
- "크리미널 마인드" (2017년, tvN) - 강치환 역

### 연극
- "안녕,여름" (2016년) - 동욱 역
- "갈매기" (2016년) - 뜨레쁠레프 역

### 뮤지컬
- "마마 돈 크라이" (2018년) - 프로페서V 역
- "록키호러쇼" (2018년) - 리프라프 역
- "라 루미에르" (2018년) - 한스 역
- "귀환" (2019년) - 황현보 역
- "귀환" (2020년) - 오진구 역

### 영화
- "뉴 노멀" (2023년) - 은상 역
- "탄생" (2022년) - 김방지거 역
- "낮과 달" (2022년) - 태경 역
- "라라" (2017년) - 윤석 역